# Rajd Warszawski 2010
36. Rajd Warszawski – 36. edycja Rajdu Warszawskiego. Był to rajd samochodowy rozgrywany od 3 do 5 września 2010 roku. Bazą rajdu było miasto Sierpc. Była to szósta runda Rajdowych Samochodowych Mistrzostw Polski w roku 2010. Rajd składał się z dwunastu odcinków specjalnych.

## Wyniki końcowe rajdu[1]
| Miejsce | Kierowca             | Pilot                 | Samochód                 | Czas      | Strata   | Grupa Klasa | Punkty |
| ------- | -------------------- | --------------------- | ------------------------ | --------- | -------- | ----------- | ------ |
| 1       | Kajetan Kajetanowicz | Jarosław Baran        | Subaru Impreza TMR 10    | 1:33:15.6 | –        | N4          | 45     |
| 2       | Michał Sołowow       | Maciej Baran          | Ford Fiesta S2000        | 1:33:45.5 | +29.9    | S2000       | 36     |
| 3       | Tomasz Kuchar        | Daniel Dymurski       | Peugeot 207 S2000        | 1:35:31.3 | +2:15.7  | S2000       | 30     |
| 4       | Szymon Ruta          | Sebastian Rozwadowski | Peugeot 207 S2000        | 1:38:15.6 | +5:00.0  | S2000       | 22     |
| 5       | Kamil Butruk         | Maciej Wilk           | Mitsubishi Lancer Evo IX | 1:39:47.0 | +6:31.4  | N4          | 17     |
| 6       | Marcin Abramowski    | Daniel Siatkowski     | Mitsubishi Lancer Evo IX | 1:40:59.0 | +7:43.4  | N4          | 13     |
| 7       | Jurij Protasow       | Adrian Aftanaziv      | Mitsubishi Lancer Evo IX | 1:41:35.5 | +8:19.9  | N4          | 14     |
| 8       | Maciej Rzeźnik       | Przemysław Mazur      | Škoda Fabia S2000        | 1:43:58.5 | +10:42.9 | S2000       | 8      |
| 9       | Marcin Bełtowski     | Paweł Drahan          | Subaru Impreza STi N14   | 1:44:39.2 | +11:23.6 | N4          | 8      |
| 10      | Michał Bębenek       | Grzegorz Bębenek      | Citroën C2 R2 Max        | 1:46:37.1 | +13:21.5 | R           | 3      |